# Ngựa lùn Faroe
Ngựa lùn Faroe, Ngựa Faeroes hoặc ngựa Faroe, (Føroyska rossið ở Faroese) là loài ngựa giống lùn, có chiều cao từ 11,1 đến 12,1 hand (45 đến 49 inch, 114 đến 124 cm). Về mặt kỹ thuật con vật này là một con ngựa giống lùn vì chiều cao của nó, nhưng ở quần đảo Faroe nó được gọi là một giống ngựa vì sức mạnh của nó. Ngựa lùn Faroe chỉ được nhìn thấy trên Quần đảo Faroe và do đó ít được biết đến ở các quốc gia khác.

## Tính năng, đặc điểm
Giống ngựa này được biết đến là một giống ngựa bền bỉ, mạnh mẽ, thân thiện, thích ứng nhanh và chắc chắn cả dáng phi nước kiệu của nó, tương tự với giống ngựa Iceland. Một con ngựa Faroe hoàn toàn phát triển nặng 250–300 kg. Bộ lông của giống ngựa này vào mùa đông rất dài, dày và không thấm nước, trong khi bộ lông vào mùa hè thì nhẹ nhàng và mượt mà.

## Lịch sử
Ngựa Faroe được đề cập trong các nguồn văn bản từ những năm 1600. Thời xưa, giống ngựa này được sử dụng để mang hoặc chở rất nhiều tại các trang trại và một số nguồn cũng mô tả ngựa lùn được đào tạo với mục đích chăn đàn cừu (được gọi là tøkuhestar). Khi ngựa Froe không ở nơi làm việc, chúng được đưa xuống những ngọn núi nơi chúng tự do lang thang. Ngày nay những con ngựa Faroe chỉ được nuôi bởi những người tạo giống và nó chủ yếu được sử dụng như một con ngựa cưỡi cho trẻ em.